# Darkness Darkness
Darkness Darkness è il secondo album in studio da solista del cantante britannico Eric Burdon, pubblicato nel 1980.

## Tracce
1. Darkness, Darkness (Jesse Colin Young) - 4:11
2. On the Horizon (Jerry Leiber, Mike Stoller) - 3:32
3. Rat Race (Jerry Leiber, Mike Stoller, Van McCoy) - 2:27
4. Gospel Singer (Tony Joe White) - 4:11
5. Ride On (Angus Young, Malcolm Young, Bon Scott) - 5:14
6. Baby What's Wrong (Jimmy Reed) - 3:09
7. Cry to Me (Bert Russell) - 3:12
8. So Much Love (Gerry Goffin, Carole King) - 3:12
9. Ecstasy (Doc Pomus, Phil Spector) - 2:27
10. Too Late (Chuck Berry) - 3:24

## Formazione
- Eric Burdon – voce
- Henry McCullough – chitarra
- Brian Robertson – chitarra
- Bobby Tench – chitarra
- Mick Weaver – tastiera
- Chris Stewart – basso
- Glenn Penniston – batteria
- Mel Collins – sassofono
- John G. Perry & Friends – cori